# Vương tộc Bolkiah
Nhà Bolkiah là gia đình hoàng gia cầm quyền của Brunei Darussalam. Dòng dõi này gồm các hậu duệ của vị Sultan đầu tiên là Muhammad Shah và gia đình ông. Quốc vương Brunei là nguyên thủ quốc gia và là vị quân chủ chuyên chế của Brunei. Ông cũng là người đứng đầu chính phủ với tư cách là Thủ tướng.
Kể từ khi độc lập khỏi người Anh vào năm 1984, chỉ mới trải qua một đời sultan là Hassanal Bolkiah, mặc dù thể chế hoàng gia đã có từ thế kỷ XIV. Quốc vương Brunei có thể được coi là đồng nghĩa với người đứng đầu hoàng gia Bolkiah, với dòng dõi được bắt nguồn từ em trai của Quốc vương đầu tiên Muhammad Shah, là quốc vương thứ 2 Ahmad và con gái của ông, Puteri Ratna Kesuma, vợ của Quốc vương thứ 3 Sharif Ali, một Sayyid và cháu trai của Tiểu vương Rumaythah ibn Abi Numayy của Mecca. Quốc vương thứ 13 Abdul Hakkul Mubin là một ngoại lệ đối với quyền kế vị hoàng gia, nhưng ông đã lên ngôi sau khi sát hại Quốc vương thứ 12 Muhammad Ali và đến lượt bị Quốc vương thứ 14 Muhyiddin giết chết. Không rõ gia tộc được gọi là "Nhà của Bolkiah" khi nào và liệu nó được đặt theo tên của Quốc vương thứ 29 hiện tại là Hassanal Bolkiah hay Quốc vương thứ 5 là Bolkiah.